# Fundación Banco Santander
La Fundación Banco Santander (FBS) es una fundación cultural española del Grupo Santander fundada en 1992 y con sede en la calle de Serrano de Madrid. Desde 2009, la institución está dirigida por Borja Baselga.

## Historia

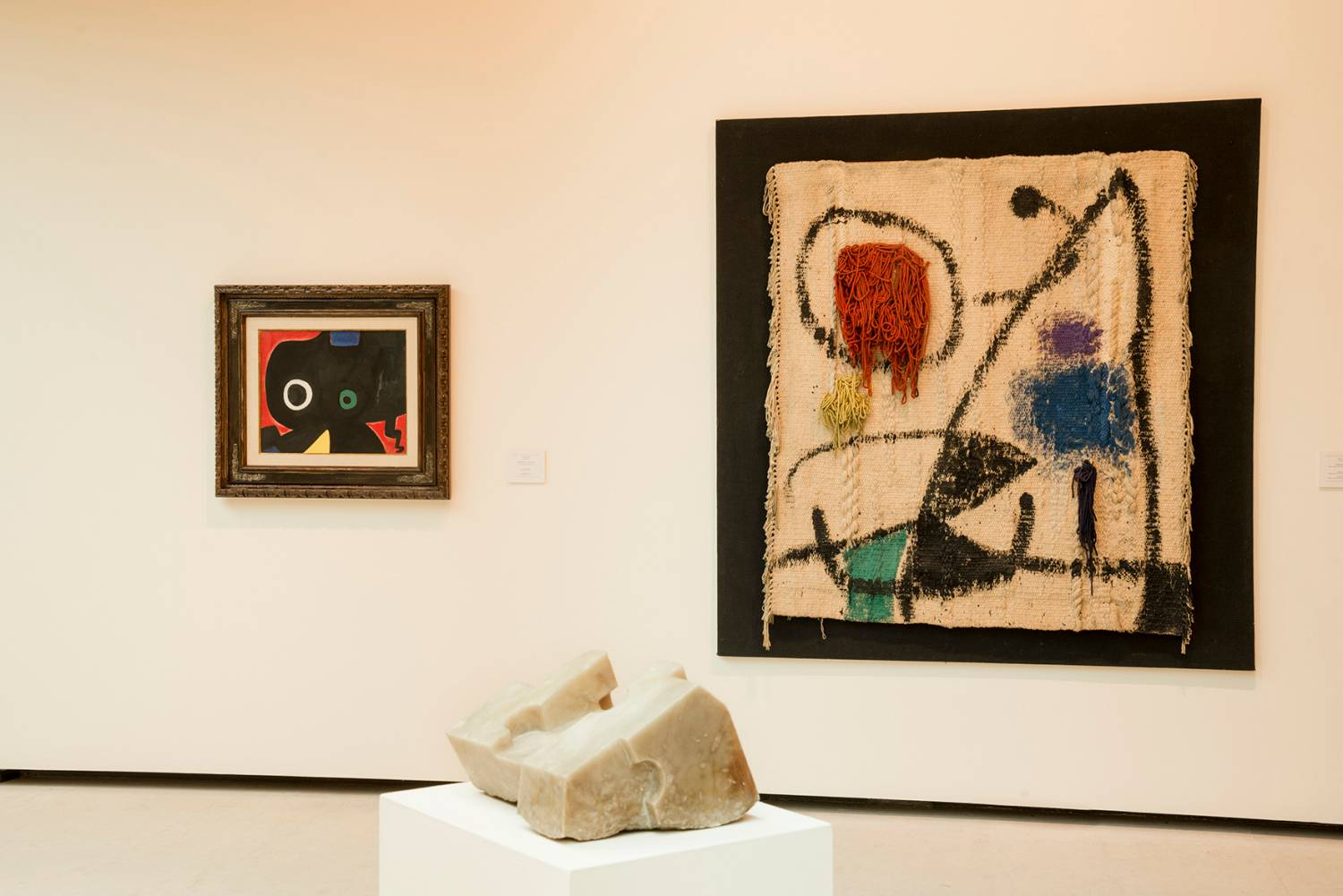
Sala de arte de la Fundación Banco Santander

La Fundación Banco Santander, cuya denominación adquirió en 2007, fue constituida en 1992 tras la fusión de las fundaciones del Banco Hispano Americano y del Banco Central. El objetivo inicial de la organización era llevar a cabo la exhibición de obras de arte adquiridas por el Banco Santander. Después de los primeros años, el patronato (órgano de gobierno y representación de la organización) amplió sus objetivos de mecenazgo a otras áreas tales como la música, la historia, la literatura, la ciencia, el medio ambiente y la acción social.

## Áreas de incidencia

### Arte

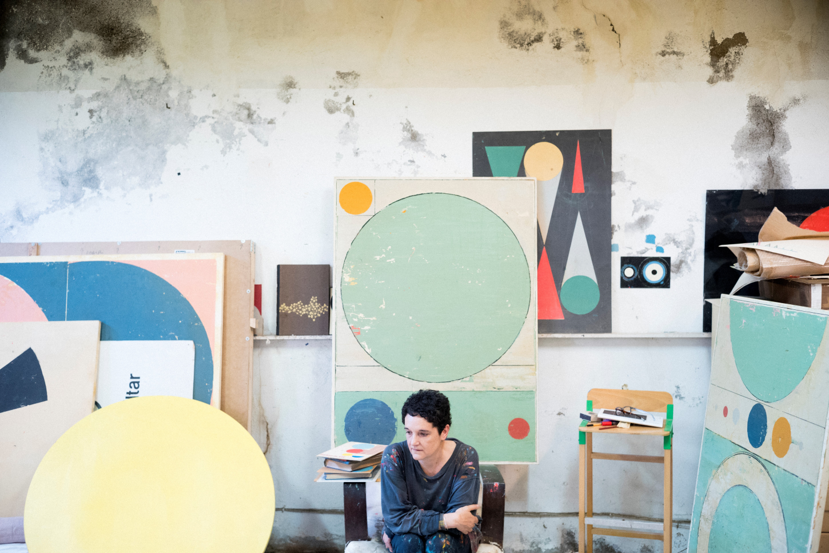
Programa 'Derivada'

Es responsable de la conservación, gestión y difusión de la Colección de Arte de Banco Santander, que cuenta con más de 3.000 obras y está localizada en la Sala de Arte Santander de la Ciudad Financiera del Banco Santander, ubicada en Boadilla del Monte. Como parte de su promoción artística y patrimonial, colabora con organizaciones como el Museo Nacional Centro de Arte Reina Sofía, la Universidad Internacional Menéndez Pelayo, la Fundación Amigos del Museo Prado, el Museo de Bellas Artes de Bilbao, el Instituto de Arte Contemporáneo (IAC) o la Asociación de Coleccionistas Privados del Arte Contemporáneo, entre otras. También participa en diversos programas de patrocinio en la feria de arte Arco, el festival Open Studio Madrid o los Amigos del Museo Thyssen-Bornemisza. En 2018, la fundación puso en marcha el programa 'Derivada', que reivindica el papel de la mujer en el arte contemporáneo, visibilizando a artistas españolas que están empezando a despuntar en su carrera.

### Literatura

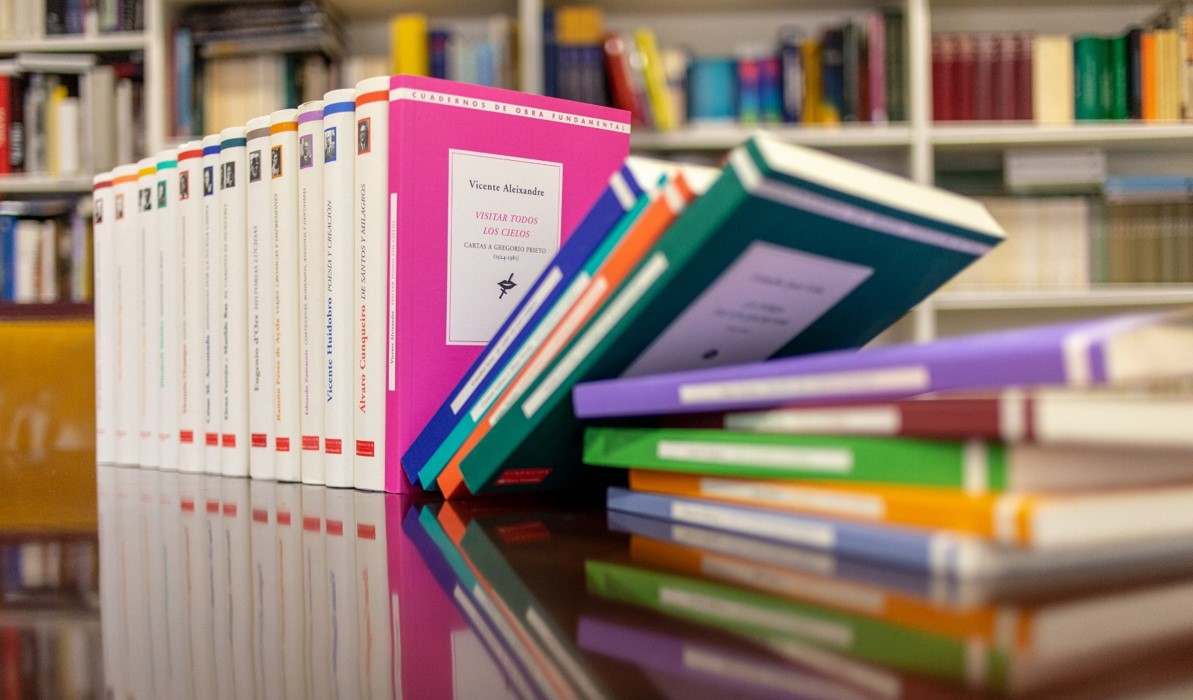
Colección Obra Fundamental

A través de la Colección Obra Fundamental, la fundación contribuye al ámbito literario recuperando textos breves e inéditos o desconocidos, y difíciles de encontrar, de autores contemporáneos en lengua española, entre los que se encuentran nombres como César Arconada, Carmen Laforet o Elena Fortún. Con motivo del centenario del nacimiento de Carmen Laforet, la fundación reeditó el libro Corazón y alma con la correspondencia entre ella y Elena Fortún. En 2022, editó el libro Doce visiones para un nuevo mundo, ¿Hacia dónde camina el ser humano? con una recopilación de relatos sobre el futuro escritos por Agustín Fernández Mallo, Ana Merino, Andrés Ibáñez Segura, Care Santos, Cristina Cerezales, Elena Medel, Irene Gracia, José María Merino, Juan Manuel de Prada, Mercedes Cebrián, Pablo d’Ors y Ricardo Menéndez Salmón, con un epílogo de César Antonio Molina.

### Historia
La Colección Historia Fundamental, lanzada en 2021 con carácter divulgativo, se estrenó con el historiador Alfredo Alvar y la obra Espejos de príncipes y princesas, centrada en analizar la educación de quienes formaban las élites del Imperio español durante los reinados de la Casa de Austria. Además del volumen impreso, se desarrollaron una serie de podcasts, con todo tipo de anécdotas, que acompañan la obra.

### Música

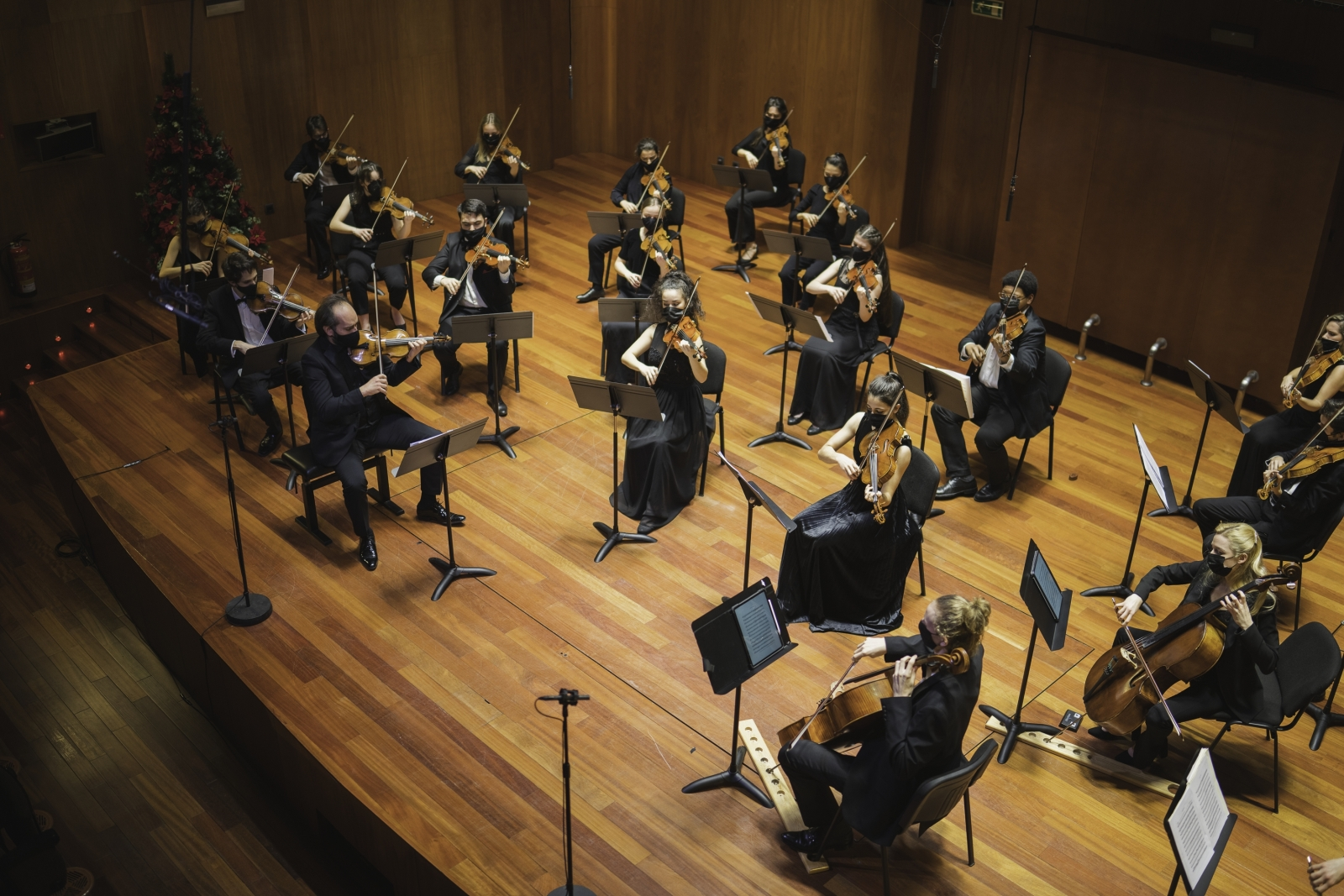
Concierto celebrado por la Fundación Albéniz

En 1991, la fundación asumió la titularidad de la Cátedra de Piano de la Escuela Superior de Música Reina Sofía, que contó con el pianista soviético Dmitri Bashkirov como profesor titular hasta su fallecimiento en 2021, sustituido hasta el siguiente curso por la pianista clásica ucraniana-alemana Milana Chernyavska. Desde 2000, se creó una segunda unidad docente con la dirección de la música rusa Galina Eguiazarova, sustituida tras su jubilación por el pianista Stanislav Ioudenitch. Desde la puesta en marcha de esta Cátedra, vinculada con los programas artísticos y pedagógicos que promueve la Fundación Albéniz, se han formado 136 pianistas de 40 nacionalidades, con artistas destacados como la búlgara Plamena Mangova, el ruso Arcadi Volodos, el uzbeco Eldar Nebolsin o el español Juan Pérez Floristán, entre otros.

### Medio Ambiente
Colabora con instituciones especializadas en la recuperación de espacios naturales degradados y de especies en peligro de extinción, respaldando proyectos en la mayor parte del territorio español y edita cuadernos dedicados al medioambiente. En 2017, en colaboración con diferentes organizaciones, la fundación comenzó a colaborar en la recuperación del quebrantahuesos en el Parque nacional de los Picos de Europa, la conservación del buitre negro en Badajoz y la adaptación de puntos de agua en el Parque natural de la Sierra de Grazalema. En 2021, puso en marcha la iniciativa Santander for the Seas con proyectos de WWF España, Fundación privada para la Conservación y Recuperación de Animales Marinos (CRAM) y Aponiente de Ángel León, que promueven la recuperación y conservación de ecosistemas marinos y especies amenazadas o singulares de mares y océanos.

## Iniciativas

### Emplea Cultura
En 2014, la fundación puso en marcha el programa Emplea Cultura, cuyo objetivo es servir de puente de unión entre profesionales desempleados y organizaciones que necesitan cubrir un puesto de trabajo con determinados perfiles. Cada año selecciona diez organizaciones españolas que incorporarán a sus equipos a diez jóvenes con el apoyo de la fundación, que financia íntegramente las contrataciones.

### Santander Ayuda
Desde 2015, la fundación lleva a cabo el programa Santander Ayuda para colaborar con entidades sin ánimo de lucro en la puesta en marcha de proyectos de ámbito local para mejorar la calidad de vida de los más desfavorecidos. En 2020, la fundación puso en marcha 'Best Africa', su primer programa de cooperación para el desarrollo, que apadrina proyectos relacionados con el turismo de mujeres emprendedoras de Gambia, Senegal y Marruecos. En marzo de 2022, la fundación anunció que ayudaría a los damnificados por el volcán de Cumbre Vieja, en La Palma, financiando proyectos sociales a través de 15 organizaciones locales.

## Premios de la FBS

### Premios Hispania Nostra
La fundación es socio protector de la asociación española centrada en el patrimonio en peligro de extinción Hispania Nostra. Junto con esta entidad, patrocina desde 2011 los Premios Hispania Nostra sobre las buenas prácticas (las que plantean soluciones creativas y sostenibles) en la conservación del patrimonio cultural y natural. Los premios se establecen en tres categorías: intervención en el territorio o en el paisaje, conservación del patrimonio como factor de desarrollo económico y social, y señalización y difusión del patrimonio cultural y natural.

### Premio Talento Emergente
En 2015, junto a la Sociedad de Científicos Españoles en el Reino Unido (SRUK/CERU), crearon este premio promover el talento de jóvenes investigadores españoles asentados en el Reino Unido. A través de sus distintas ediciones, han recibido este premio investigadoras e investigadores como Eva Hevia, de la Universidad de Strathclyde, Xavier Moya del Churchill College, David Fairén de la Universidad de Cambridge, Marc Vendrell de la Universidad de Edimburgo, Susana García López del Research Centre for Carbon Solutions (RCCS) y Rodrigo Ledesma Amaro del Imperial College London.

## Reconocimientos
En agosto de 2017, la Asociación Cursos de La Granda, dirigida por el economista asturiano Juan Velarde Fuertes, entregó en Gozón su Medalla de Oro a la Fundación Banco Santander como agradecimiento a su colaboración con esta iniciativa académica.